# Веб (Мисисипи)
Веб (енгл. Webb) град је у америчкој савезној држави Мисисипи.

## Демографија
По попису из 2010. године број становника је 565, што је 22 (-3,7%) становника мање него 2000. године.
| Група             | 2000.       | 2010.       |
| Белци             | 206 (35,1%) | 57 (10,1%)  |
| Афроамериканци    | 360 (61,3%) | 482 (85,3%) |
| Азијати           | 12 (2,0%)   | 2 (0,4%)    |
| Хиспаноамериканци | 5 (0,9%)    | 19 (3,4%)   |
| Укупно            | 587         | 565         |